# ماك كالفين
ماك كالفين (بالإنجليزية: Mack Calvin)‏ مواليد 27 يوليو 1947 في فورت وورث، هو مدرب كرة سلة أمريكي ولاعب سابق. بدأ مسيرته الاحترافية في سنة 1969. تم اختياره من قبل فريق لوس أنجلوس ليكرز خلال الدرافت. يبلغ طوله 6 قدم 0 بوصة (1.8 م). اعتزل اللعب في 1981. أحرز خلال مسيرته في الإن بي إيه 12172 نقطة بمعدل 16.1 نقطة في المباراة الواحدة.

## المسيرة الاحترافية
لعب مع دنفر ناغتس في موسم 1974–75 ، ثم لعب مع لوس أنجلوس ليكرز في سنة 1976، ثم لعب مع سان أنطونيو سبرز في موسم 1976–1977، ثم لعب مع دنفر ناغتس من سنة 1976 إلى 1978، ثم لعب مع يوتا جاز في موسم 1979–1980، ثم لعب مع كليفلاند كافالييرز في موسم 1980–1981.

## روابط خارجية
- ماك كالفين على موقع إن بي أي (الإنجليزية)
- ماك كالفين على موقع سبورتس رفرنس (الإنجليزية)
- ماك كالفين على موقع كلية كرة السلة في سبورتس رفرنس.كوم (الإنجليزية)
- ماك كالفين على موقع ريلجم (الإنجليزية)
- ماك كالفين على موقع بروبوليرز (الإنجليزية)
- ماك كالفين على موقع سبورتس رفرنس (الإنجليزية)